# Newtimber
Newtimber är en civil parish i Storbritannien.   Den ligger i grevskapet West Sussex och riksdelen England, i den södra delen av landet, 70 km söder om huvudstaden London. Arean är 7,0 kvadratkilometer.
Terrängen i Newtimber är huvudsakligen platt.